# Anosia bandjira
Anosia bandjira är en fjärilsart som beskrevs av Martin 1911. Anosia bandjira ingår i släktet Anosia och familjen praktfjärilar. Inga underarter finns listade i Catalogue of Life.